# 东茭泾公园
东茭泾公园，也称东茭泾绿地，是上海市静安区彭浦新村街道的一座小型公园。北面一路之隔的彭浦四季公园原为东茭泾绿地的二期工程，但建成后独立命名，成为另一个公园。
公园位于东茭泾东岸，原为临汾路高压线走廊的公共绿地。自1990年代末起，道路北侧共康三村内的绿地以及本处公共绿地长期被刘氏兄弟三人占据作为苗圃使用，后又进一步成为违章建筑聚集地，有多处简陋住宅和家禽养殖棚屋，导致环境脏乱。直到2015年底原闸北区撤销后，由静安区将该处违建作为全区重点治理项目，在并区后十余天内火速拆除了临汾路以南部分的违建，东茭泾绿地的绿化工程随即开始。公园于2016年底建成开放，总面积1.15万平米。公园内种植有香樟、银杏、樱花、桂花等20余种植物，中部基于“海绵城市”理念，设置小型人工湖和“雨水花园”，用于调蓄雨水。公园内有塑胶跑道等健身设施，可供周边居民休闲运动。